# Georgios Chortatzis
Georgios Chortatzis född cirka 1550 i Rethymnon, död cirka 1610, var en grekisk dramatiker och författare.
Chortatzis var en av huvudrepresentanterna för den så kallade kretensiska renässansen.